# 2,5-diossovalerato deidrogenasi
La 2,5-diossovalerato deidrogenasi è un enzima appartenente alla classe delle ossidoreduttasi, che catalizza la seguente reazione:
2,5-diossopentanoato + NADP+ + H2O ⇄ 2-ossoglutarato + NADPH + 2 H+